# 斯蒂格·卡尔松
斯蒂格·卡尔松（瑞典語：Stig Carlsson，1924年1月17日—1978年12月14日），斯德哥尔摩人，瑞典男子冰球运动员。他曾代表瑞典国家队参加1948年和1956年冬季奥林匹克运动会冰球比赛，均获得第四名。